# Linkkinvärri
Linkkinvärri är en kulle i Finland. Den ligger i Utsjoki kommun i landskapet Lappland, i den norra delen av landet, 1 100 km norr om huvudstaden Helsingfors. Toppen på Linkkinvärri är 381 meter över havet. Linkkinvärri ingår i Paistunturit.
Terrängen runt Linkkinvärri är platt.  Trakten runt Linkkinvärri är nära nog obefolkad, med mindre än två invånare per kvadratkilometer. Det finns inga samhällen i närheten. Omgivningarna runt Linkkinvärri är i huvudsak ett öppet busklandskap.